# Rosa Studer-Koch
Rosa Studer-Koch (* 27. Januar 1907 in Hettlingen; † 21. April 1991 in Zürich) war eine Schweizer Bildhauerin und Bildende Künstlerin. Ihr Werk umfasst Plastiken, Reliefs, Kunst am Bau, Malerei, Zeichnungen, Collagen und Wandteppiche.

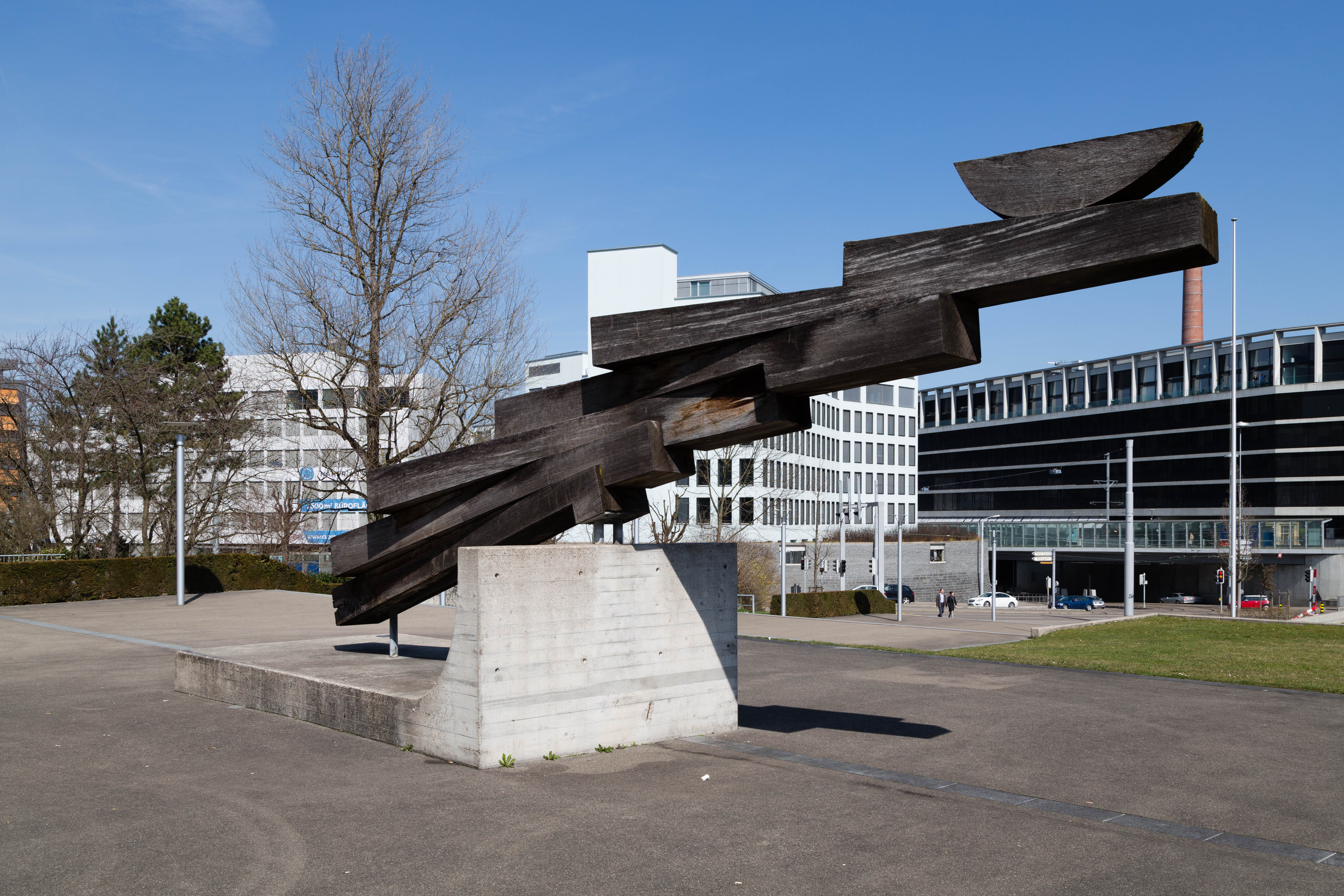
Holzskulptur, Saalsporthalle in Zürich Wiedikon

## Leben und Werk
Rosa Studer-Koch besuchte von 1927 bis 1929 die Hornsey Akademie in London. Anschliessend lebte sie in Winterthur und war als freischaffende Künstlerin tätig. Studienaufenthalte führten sie nach Frankreich, Nordafrika, Spanien und Italien. Von 1932 bis 1983 war sie Mitglied der Künstlergruppe Winterthur.
Ab 1936 lebte sie im Kongo und musste 1961 wegen der Kongo-Krise fliehen und ihr gesamtes Werk zurücklassen. 

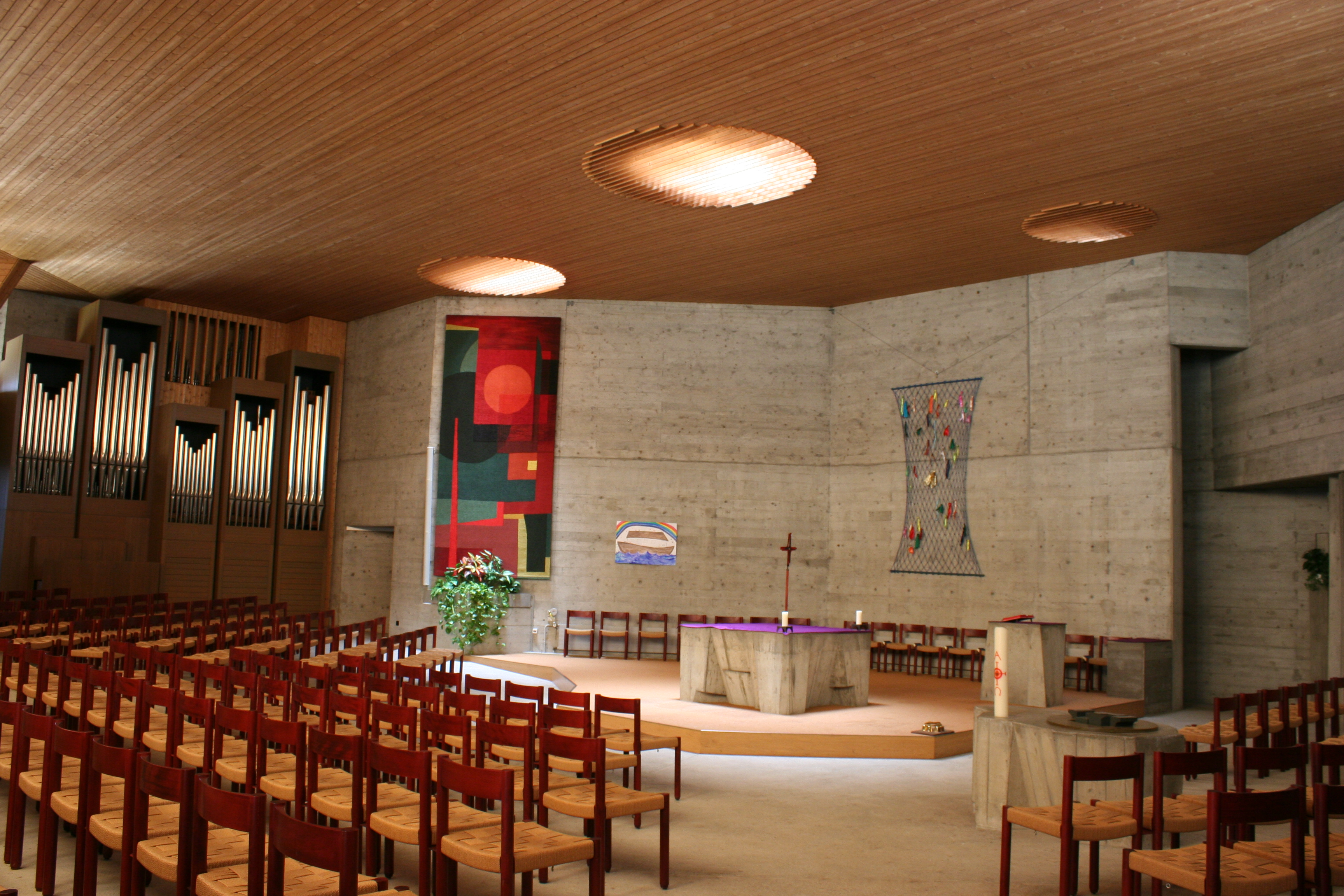
Wandteppich, Pfarrkirche St. Martin in Seuzach

Rosa Studer-Koch schuf u. a. Werke für die Kirchen St. Martin in Seuzach und St. Petrus Embrachertal. Ihre letzte Arbeit war der Wandteppich in der ökumenischen Kapelle des Kantonsspitals Winterthur.